# 1998年“4·6”缉枪行动
1998年“4·6”缉枪行动，是1998年中国新疆维吾尔自治区霍尔果斯口岸查获的一起东突组织偷运武器案。

## 简介
1998年4月6日，中国海关和边境检查部门在新疆维吾尔自治区霍尔果斯口岸查获了一起偷运武器案，在羊毛集装箱内查获军用手枪6支、折叠冲锋枪1支、子弹19000多发、手雷92枚、手雷引信45个、管状炸药2筒、盒式炸药4盒、雷管100枚。被抓获的案犯供述，他们是受中国境外的“东突国际委员会”及“东突解放组织”（领导人买买提明·艾孜来提）的指派，此前已经先后17次偷运武器弹药进入中国境内。中国警方将此次查获行动称为“4·6”缉枪行动。
此案被查获后，“东突解放组织”并未停止向中国境内偷运武器弹药的努力。2001年9月，“东突解放组织”派阿不来提·吐尔逊、艾合买提（化名“帕尔哈提”），自中国境外购买微型冲锋枪5支、印度造“四·八”型手枪7支、冲锋枪子弹1000余发、手枪子弹400余发，偷运进入中国境内，这两人自己则从西藏自治区樟木口岸进入中国境内，准备实施破坏活动。2003年2月19日，中国警方破获了这两人在中国境内发展的恐怖组织。